# Bob ai XXIV Giochi olimpici invernali - Bob a due femminile
Nel bob ai XXIV Giochi olimpici invernali la gara del bob a due femminile si è disputata nelle giornate del 18 e 19 febbraio 2022 sulla pista del National Sliding Centre nella località di Yanqing.

## Riepilogo
Il titolo olimpico uscente apparteneva alla coppia tedesca composta da Mariama Jamanka e Lisa Buckwitz, vinto sopravanzando quella statunitense formata da Elana Meyers-Taylor e Lauren Gibbs e la compagine canadese costituita da Kaillie Humphries e Phylicia George. Le detentrici del titolo mondiale di Altenberg 2021 erano la stessa Kaillie Humphries con la frenatrice Lolo Jones.
La medaglia d'oro è stata conquistata dall'equipaggio tedesco formato da Laura Nolte e Deborah Levi, giunte al traguardo con 77 centesimi di secondo davanti alla formazione composta dalle connazionali Mariama Jamanka e Alexandra Burghardt che hanno quindi vinto la medaglia d'argento, precedendo sul podio la compagine statunitense costituita da Elana Meyers-Taylor e Sylvia Hoffman, staccate di 1 secondo e 52 centesimi dalle vincitrici. 
Laura Nolte, all'età di 23 anni, stabilì inoltre il primato quale atleta più giovane a vincere un oro olimpico nel bob. Per la Meyers-Taylor si trattò invece della quarta medaglia vinta nella disciplina biposto (la quinta in assoluto considerando l'argento ottenuto cinque giorni prima nel monobob) in quattro edizioni dei Giochi, fu infatti argento a Soči 2014 e a Pyeongchang 2018 e bronzo a Vancouver 2010, in quest'ultima occasione nel ruolo di frenatrice, e divenne così la miglior medagliata nella storia olimpica del bob a due femminile; per la Jamanka, detentrice dell'alloro olimpico del 2018, fu invece la seconda medaglia consecutiva.

## Sistema di qualificazione
In base a quanto previsto dal regolamento di qualificazione ai Giochi, potevano partecipare alla competizione al massimo 20 equipaggi suddivisi secondo le seguenti quote: 2 nazioni avevano diritto a schierare tre equipaggi, 4 nazioni potevano schierarne due e altre 6 soltanto uno; è inoltre garantito un posto per almeno una compagine cinese in qualità di nazione ospitante i Giochi. Tenendo conto di questo sistema di selezione, la quota dei piloti schierabili da ogni comitato olimpico nazionale era calcolata in base alla graduatoria dell'IBSF Ranking (classifica a punti comprendente le gare di Coppa del Mondo, Coppa Europa e Coppa Nordamericana, con pesi differenti) al 16 gennaio 2022. Eventuali ulteriori posti avanzati verranno assegnati scorrendo il suddetto Ranking IBSF. La scelta delle atlete vere e proprie era tuttavia a discrezione di ogni comitato nazionale, a patto che essi soddisfino determinati requisiti di partecipazione a gare internazionali disputatesi nella stagione pre-olimpica e sino al 16 gennaio 2022.

### Equipaggi qualificati
Il 17 gennaio 2022 la IBSF aveva diramato i comunicati ufficiali in merito ai 20 equipaggi qualificati ai Giochi e il successivo 23 gennaio tutti gli aventi diritto confermarono la partecipazione alla gara:
- Nazioni con tre equipaggi:  Germania e  Canada.
- Nazioni con due equipaggi:  Stati Uniti,  Cina,  ROC e  Svizzera.
- Nazioni con un equipaggio:  Romania,  Austria,  Gran Bretagna,  Australia,  Belgio e  Francia.

## Record del tracciato
Prima della manifestazione non era ancora stato stabilito alcun primato del tracciato del National Sliding Centre, di conseguenza durante la competizione sono stati battuti i seguenti record:
| Record   | Data        | Evento   | Atleta                               | Nazione     | Tempo   |
| -------- | ----------- | -------- | ------------------------------------ | ----------- | ------- |
| Pista    | 18 febbraio | manche 1 | Laura Nolte / Deborah Levi           | Germania    | 1'01"04 |
| Partenza | 18 febbraio | manche 1 | Elana Meyers-Taylor / Sylvia Hoffman | Stati Uniti | 5"33    |
| Pista    | 18 febbraio | manche 2 | Laura Nolte / Deborah Levi           | Germania    | 1'01"01 |
| Pista    | 19 febbraio | manche 3 | Laura Nolte / Deborah Levi           | Germania    | 1'00"70 |
| Partenza | 19 febbraio | manche 3 | Elana Meyers-Taylor / Sylvia Hoffman | Stati Uniti | 5"30    |

## Classifica di gara
| Pos. | Nazione       | Atlete                                | 1ª manche | 2ª manche | 3ª manche    | 4ª manche | Totale  | Distacco |
| ---- | ------------- | ------------------------------------- | --------- | --------- | ------------ | --------- | ------- | -------- |
|      | Germania      | Laura Nolte Deborah Levi              | 1'01"04   | 1'01"01   | 1'00"70 (TR) | 1'01"21   | 4'03"96 | –        |
|      | Germania      | Mariama Jamanka Alexandra Burghardt   | 1'01"10   | 1'01"45   | 1'01"98      | 1'01"20   | 4'04"73 | +0"77    |
|      | Stati Uniti   | Elana Meyers-Taylor Sylvia Hoffman    | 1'01"26   | 1'01"53   | 1'01"13      | 1'01"56   | 4'05"48 | +1"52    |
| 4    | Germania      | Kim Kalicki Lisa Buckwitz             | 1'01"61   | 1'01"78   | 1'01"30      | 1'01"59   | 4'06"28 | +2"32    |
| 5    | Canada        | Christine de Bruin Kristen Bujnowski  | 1'01"45   | 1'01"76   | 1'01"43      | 1'01"73   | 4'06"37 | +2"41    |
| 6    | Svizzera      | Melanie Hasler Nadja Pasternack       | 1'01"65   | 1'01"85   | 1'01"77      | 1'01"56   | 4'06"83 | +2"87    |
| 7    | Stati Uniti   | Kaillie Humphries Kaysha Love         | 1'01"41   | 1'01"97   | 1'01"75      | 1'01"91   | 4'07"04 | +3"08    |
| 8    | Canada        | Cynthia Appiah Dawn Richardson Wilson | 1'01"75   | 1'01"89   | 1'01"95      | 1'01"93   | 4'07"52 | +3"56    |
| 9    | ROC           | Nadežda Sergeeva Julija Belomestnych  | 1'02"04   | 1'01"90   | 1'02"34      | 1'01"83   | 4'08"11 | +4"15    |
| 10   | Austria       | Katrin Beierl Jennifer Onasanya       | 1'01"91   | 1'02"12   | 1'02"89      | 1'01"32   | 4'08"24 | +4"28    |
| 11   | Cina          | Huai Mingming Wang Xuan               | 1'01"88   | 1'02"17   | 1'02"11      | 1'02"10   | 4'08"26 | +4"30    |
| 12   | Canada        | Melissa Lotholz Sara Villani          | 1'02"12   | 1'02"09   | 1'01"85      | 1'02"31   | 4'08"37 | +4"41    |
| 13   | Francia       | Margot Boch Carla Senechal            | 1'01"90   | 1'02"32   | 1'02"20      | 1'01"97   | 4'08"39 | +4"43    |
| 14   | Cina          | Ying Qing Du Jiani                    | 1'01"92   | 1'02"19   | 1'02"29      | 1'02"09   | 4'08"49 | +4"53    |
| 15   | Belgio        | An Vannieuwenhuyse Sara Aerts         | 1'02"08   | 1'02"12   | 1'02"11      | 1'02"27   | 4'08"58 | +4"62    |
| 16   | Australia     | Breeana Walker Kiara Reddingius       | 1'01"98   | 1'02"11   | 1'02"04      | 1'02"51   | 4'08"64 | +4"68    |
| 17   | Gran Bretagna | Mica McNeill Katharina Wick           | 1'02"19   | 1'02"35   | 1'02"17      | 1'02"14   | 4'08"85 | +4"89    |
| 18   | Romania       | Andreea Grecu Katharina Wick          | 1'01"82   | 1'02"47   | 1'02"25      | 1'02"44   | 4'08"98 | +5"02    |
| 19   | ROC           | Anastasija Makarova Elena Mamedova    | 1'01"83   | 1'02"29   | 1'02"48      | 1'02"49   | 4'09"09 | +5"13    |
| 20   | Svizzera      | Martina Fontanive Irina Strebel       | 1'02"48   | 1'02"35   | 1'02"35      | 1'02"41   | 4'09"59 | +5"63    |

Data: Venerdì 18 febbraio 2022

Ora locale 1ª manche: 20:00

Ora locale 2ª manche: 21:30

Data: Sabato 19 febbraio 2022

Ora locale 3ª manche: 20:00

Ora locale 4ª manche: 21:30

Pista: National Sliding Centre

Legenda:
- DNS = non partite (did not start)
- DNF = prova non completata (did not finish)
- DSQ = squalificate (disqualified)
- Pos. = posizione
- TR = record del tracciato (track record)

In grassetto il miglior tempo di manche.